# Phrantela kutikina
Phrantela kutikina é uma espécie de gastrópode  da família Hydrobiidae.
É endémica da Austrália.